# Asturija
Asturija, također Kneževina Asturija (špa. Principado de Asturias, ast. Principáu d'Asturies ili Asturies), je jednoprovincijalna španjolska autonomna zajednica smještena na obali Biskajskog zaljeva. Graniči s Galicijom na zapadu, na istoku s Kantabrijom, na jugu s Kastilijom i Leónom.
Njezin teritorij je nešto veći od deset tisuća kvadratnih kilometara i ima nešto više od milijun stanovnika. Službeni jezik je španjolski, iako stanovnici govore asturskim, koji nema službeni status, ali je pod posebnom zaštitom u skladu sa Statutom autonomije.
Glavni grad je Oviedo (na asturskom Uviéu). Glavnina asturskog stanovništva živi i središnjem predjelu, od obale prema unutrašnjosti. Najnaseljeniji grad je Gijón (Xixón, 273.931 stan.), slijedi glavni grad Oviedo (212.174 stan.) i Avilés (84.171 stan.). 

## Povijest
Asturija je bila nastanjena još u kamenom dobu. U srednjem kamenom dobu razvila se originalna kultura. Brončano doba je karakteristično po megalitima i tumulusima (zemlja koja se nabacivala na grobnice pokojnika). Keltski narod Asturi obuhvaćao je različita plemena koja su nastanjivala prostor današnje Asturije. Keltski utjecaj održao se do danas i ogleda se u toponimima rijeka i planina, kao i imena naselja.

## Jezik
Jedini službeni jezik u Asturiji je španjolski. Asturski jezik se također govori, i zaštićen je zakonom iz 1998. godine o uporabi i promicanju asturskog jezika Posebni status ima i galicijski jezik.

## Teritorijalna organizacija
Prema Statutu autonomije, zajednica se dijeli na 78 općine (u Asturiji se one nazivaju concejos i imaju istu vrijednost kao municipios). Općine se dijele na parroquia, koje se pak dijele na četvrti (barrios).
Statut također poznaje podjelu na okruge (comarcas), iako se do danas još nisu razvili.

## Demografija
Sadašnju demografsku sliku Asturije karakterizira najviša stopa smrtnosti (12 promila) i najniža stopa nataliteta (6 promila) u Španjolskoju, zbog čega se broj stanovnika od 1987. godine smanjuje, iako se u velikim gradovima to ne primjećuje.

## Ekonomija
Gospodarstvo Asturije temelji se na rudarstvu. Njezina industrija tradicionalno je vezana za ugljen. Hunosa (Hullera del Norte Sociedad Anónima) je poduzeće koja iskorištava rudnike ugljena. Španjolski ugljen nije rentabilan zbog toga što sadrži puno sumpora. Također, ovaj sektor prolazi kroz krizu